# Sekime-Takadono (metropolitana di Osaka)
Sekime-Takadono (関目高殿駅?, Sekime-Takadono-eki) (T15) è una stazione della metropolitana di Osaka situata nel quartiere di Asahi-ku.

## Struttura
La stazione è dotata di una piattaforma a isola con due binari sotterranei.
| 1 | ■ Linea Tanimachi |  | Per Higashi-Umeda, Tennōji e Yaominami |
| 2 | ■ Linea Tanimachi |  | Per Moriguchi e Dainichi               |

## Stazioni adiacenti
| «                | Servizio        | »               |
| Linea Tanimachi  | Linea Tanimachi | Linea Tanimachi |
| ---------------- | --------------- | --------------- |
| Sembayashi-Ōmiya | Locale          | Noe-Uchindai    |